# Elecciones federales de 1940 en Chihuahua
Las elecciones federales en Chihuahua de 1940 se llevaron a cabo el domingo 7 de julio de 1940, y en ellas se renovaron los siguientes cargos de elección popular:
- Presidente de la República. Jefe de Estado y de Gobierno de México, electo para un periodo de seis años sin posibilidad de reelección. El candidato ganador en el estado y elegido a nivel nacional fue Manuel Ávila Camacho.
- 2 senadores. Miembros de la cámara alta del Congreso de la Unión elegidos por mayoría relativa para un periodo de seis años.
- 5 diputados federales. Miembros de la cámara baja del Congreso de la Unión elegidos por mayoría simple para un periodo de tres años a partir del 1 de septiembre de 1940 sin posibilidad de reelección para el periodo inmediato.

## Contexto político
Estas elecciones se dieron a la par de las elecciones estatales para renovar la gubernatura del estado y los miembros del Congreso del Estado de Chihuahua, en las que competían  el candidato del Partido de la Revolución Mexicana, Fernando Foglio Miramontes y el disidente del PRM, Alfredo Chávez Amparán que protagonizaban una pelea por el poder en el estado, aunque ambos apoyando al candidato oficialista a la presidencia de la república Manuel Ávila Camacho.
Debido a este conflicto, los partidarios del oficialismo en el estado dividieron su apoyo entre ambos candidatos, siendo Foglio apoyado por la dirigencia nacional del partido y el líder del partido, Heriberto Jara así como por el exgobernador Rodrigo M. Quevedo, mientras que Chávez era apoyado por el gobernador Gustavo L. Talamantes, los líderes locales del PRM y la Confederación de Trabajadores de México en el estado. Ante esta división ambas fracciones postularon sus propios candidatos a todos los puestos de elección popular, tanto locales como federales.
Finalmente, a pesar de que las Juntas Computadoras dieron el triunfo a los candidatos disidentes del PRM, la Cámara de Diputados y el Senado, reunidos como Colegio Electoral dieron el triunfo y declararon electos a los candidatos oficialistas, luego de una negociación entre ambas fracciones que dio como resultado que la fracción que apoyaba a Alfredo Chávez conservara la gubernatura y los poderes locales a cambio de que la fracción que apoyaba a Fernando Foglio conservara los puestos de representación federal y se le asegurara a Foglio ser candidato del oficialismo a la gubernatura en las elecciones de 1944.

## Resultados electorales

### Presidente de México
|  | 92.62 % |

|  | 6.21 % |

|  | 1.17 % |

|  | 0.00 % |

|  | 100.00 % |

|  | 0.00 % |

### Senadores por Chihuahua

#### Senadores electos
| Candidato               | Partido | Tipo de elección |
| ----------------------- | ------- | ---------------- |
| Eugenio Prado Proaño    |         | Primera fórmula  |
| Benjamín Almeida Fierro |         | Segunda fórmula  |

#### Resultados
|  | 8.37 % |

|  | 80.56 % |

|  | 10.90 % |

|  | 0.16 % |

|  | 0.00 % |

|  | 100.00 % |

|  | 0.00 % |

- Nota: A pesar de que las Juntas Computadoras en cada uno de los distritos electorales dieron el triunfo a la fórmula de candidatos independientes conformada por Francisco Chávez Holguín y Andrés Ortiz Arreola, ante lo cual, el Congreso del Estado de Chihuahua, conforme a la legislación vigente, concedió a estos últimos sus credenciales como senadores electos; el Senado de la República, instalado como Colegio Electoral, decidió dar el triunfo y designar senadores electos a la fórmula del Partido de la Revolución Mexicana conformada por Eugenio Prado Proaño y Benjamín Almeida Fierro, aduciendo que contaban con pruebas de que dichos candidatos habían obtenido al menos 82 mil votos en su favor.[7]

### Diputados federales por Chihuahua

#### Diputados electos
| Candidato               | Partido | Distrito   | Tipo de elección |
| ----------------------- | ------- | ---------- | ---------------- |
| Rogelio Sánchez Corral  |         | Distrito 1 | Mayoría relativa |
| Valente Chacón Baca     |         | Distrito 2 | Mayoría relativa |
| Jesús U. Molina         |         | Distrito 3 | Mayoría relativa |
| Manuel Bernardo Aguirre |         | Distrito 4 | Mayoría relativa |
| Rafael F. Lazo          |         | Distrito 5 | Mayoría relativa |

- Nota: A pesar de que las Juntas Computadoras y el Congreso del Estado dieron licencias como candidatos electos a los partidarios de la disidencia del PRM en el estado, la Cámara de Diputados instalada como Colegio Electoral, decidió dar el triunfo y designar diputados electos a los candidatos del Partido de la Revolución Mexicana.[8][9]

#### Resultados

##### Distrito 1: Chihuahua
|  | 4.33 % |

|  | 89.74 % |

|  | 4.87 % |

|  | 1.06 % |

|  | 0.00 % |

|  | 100.00 % |

|  | 0.00 % |

##### Distrito 2: Hidalgo del Parral
|  | 13.46 % |

|  | 74.61 % |

|  | 11.93 % |

|  | 0.00 % |

|  | 100.00 % |

|  | 0.00 % |

##### Distrito 3: Ciudad Juárez
|  | 3.35 % |

|  | 89.12 % |

|  | 5.59 % |

|  | 1.30 % |

|  | 0.64 % |

|  | 0.00 % |

|  | 100.00 % |

|  | 0.00 % |

##### Distrito 4: Bocoyna
|  | 9.49 % |

|  | 73.34 % |

|  | 11.93 % |

|  | 5.24 % |

|  | 0.00 % |

|  | 100.00 % |

|  | 0.00 % |

##### Distrito 5: Guerrero
|  | 9.28 % |

|  | 90.72 % |

|  | 0.00 % |

|  | 100.00 % |

|  | 0.00 % |